# Ion Gorun
Ion Gorun (n. Alexandru I. Hodoș, 30 decembrie 1863, Roșia Montană, comitatul Alba de Jos - 30 martie 1929, București) a fost un poet, prozator, traducător și gazetar român.

## Biografie
A fost fiul lui Iosif Hodoș, vicecomite al Zarandului, membru al Academiei Române, și al Anei, fiica lui Simion Balint, unul dintre fruntașii Revoluției de la 1848 din Transilvania. A fost fratele scriitorului Enea Hodoș și al bibliografului Nerva Hodoș.
Urmeză liceul la Brașov și Sibiu în perioada 1876 - 1880, apoi urmează doi ani de zile cursurile Facultății de Medicină, după care se retrage și merge la Litere, unde obține licența în 1888. Se înscrie și la Facultatea de Drept, dar o abandonează.
Lucrează în redacția revistei liberale Națiunea. În anii 1893 - 1894 a fost secretar de redacție la Vieața și la Povestea vorbei în 1896 - 1897. Conduce revista Viața nouă și a fost redactor la Românul din Arad.
Editează revistele Pagini literare cu Artur Stavri, în 1899 - 1900, Viața literară și artistică cu George Coșbuc, între 1906 și 1908, Revista noastră cu Constanța Hodoș, Războiul popoarelor între 1914 - 1916, Astra între anii 1915 - 1918. Mai colaborează la Sămănătorul, Vatra, Fântâna Blanduziei etc.
A debutat cu versuri în Convorbiri literare sub pseudonimul Castor în anul 1889. Debutul editorial a avut loc în anul 1901 cu volumul Câteva versuri.

## Opera
- Câteva versuri, București, 1901;
- Alb și negru, București, 1902;

Ion Gorun

- Robinson în țara românească, București, 1904;
- Taina a șasea, București, 1905;
- Lume necăjită, București, 1911;
- Știi românește?, București, 1911;
- Fata cea frumoasă, București, 1916;
- Nu te supăra, București, 1922;
- Obraze și măști, București, 1922;
- Sub pământ, București, 1922;
- A. Vlahuță, omul și opera. O reprivire, București, 1928;
- Lacrimi pentru Octavian Goga, Cluj, 1938;
- Scrieri alese, ediție îngrijită de Lidia Munteanu și Vasile Netea, prefață de Vasile Netea, București, 1983.

### Traduceri
- Oscar Jager, Istoria romanilor, București, 1885;
- Goethe, Faust, București, 1906;
- H. Ibsen, Stâlpii societății, București, 1911;
- Immanuel Kant, Spre pacea eternă, introducerea traducătorului, București, 1918;
- Alexander Dumas-tatăl, Contele de Monte Cristo, București, 1922;
- August Strindberg, Frânturi din viața omenirii, București, 1924;
- Karl May, Opere complete, vol. I: Winetu, omul preriilor, București, 1924;
- Ivo Voinovici, Sirena, București, 1925;
- Lewis Wallace, Ben Hur, București, 1931.